# Peter Cincotti
Pour son album, voir Peter Cincotti (album).
Peter Cincotti est un auteur-compositeur-interprète de jazz. Il est né à New York aux États-Unis le 11 juillet 1983.

## Biographie
Peter Cincotti est né dans l’appartement de ses parents à Park Avenue dans Manhattan, à New York.  Tout jeune, il fait preuve de grands talents musicaux en apprenant dès quatre ans à jouer du piano. À sept ans, il attire le regard de Harry Connick Jr., qui le voit dans un show à Atlantic City.
Il étudie le piano-classique à la Manhattan School of Music et fait des études de piano-jazz en privé avec, parmi ses enseignants, Ellis Marsalis (en). À 12 ans, il devient professionnel et commence à jouer dans des clubs à New York, allant même jusqu'à se produire à la Maison-Blanche. Son père meurt en 1996. 
En 1999, il commence à chanter avec son propre accompagnement.  Dès l’été il fait des tournées avec Harry Connick Jr..
En 2000, il gagne le prix du public du Montreux Jazz Solo Piano Competition en jouant A Night in Tunisia de Dizzy Gillespie. En 2001 il se produit à Broadway dans une production de Frank Sinatra.
Cette même année il sort diplômé de l’Horace Mann School (en), et s'inscrit en première année à l'université Columbia.
En février 2002, à 18 ans, il devient le plus jeune artiste de la prestigieuse Oak Room de l'Hôtel Algonquin à New York.
Il signe à Concord Records, et sort son album éponyme, produit par Phil Ramone, publié en mars 2003. Son deuxième album On the Moon  débute numéro deux sur les affiches de jazz fin d'année 2004. Cette même année, il se voit confier un petit rôle dans le film Beyond the Sea de Kevin Spacey, allant jusqu'à contribuer à la musique du film. Il est également présent dans Spider-man 2 en tant que pianiste dans le Planétarium.
L'album de Peter obtient son premier disque d'or en France et est appuyé par un succès mondial lors de la tournée. 
Depuis cette époque, il continue d'enregistrer, et sort son troisième album East of Angel Town en septembre 2007 en France. La même année, l'une de ses chansons, December Boys, sert de bande originale au film du même nom dans lequel joue Daniel Radcliffe.
Il apparaît dans la série House of Cards (saison 3 épisode 3), il y joue son propre rôle.

## Carrière musicale

### Les débuts
Peter Cincotti rencontre à l'âge de sept ans Harry Connick Jr. qui lui fera découvrir la scène en l'autorisant à partir en tournée avec lui en 1999 alors que Peter est tout juste âgé de seize ans.
Peter se produit ensuite un peu partout dans le monde et finit par sortir en 2003 un premier album produit par Phil Ramone (Burt Bacharach, Billy Joel, Elton John...), incluant des standards populaires de jazz et quelques-unes de ses propres compositions.
C'est ensuite en automne 2004 que Peter Cincotti sort son deuxième album intitulé On the Moon.

### East of Angel Town
East of Angel Town est le troisième album de Peter Cincotti et c'est cet album qui va lui permettre d'être réellement reconnu en dehors des États-Unis.
Cet album est touche-à-tout, il dépasse les frontières du jazz en y mêlant blues, pop, rock et funk.
Abordant des sujets comme le monde séduisant de Los Angeles ("Angel Town"), la dynamique homme/femme dans la société actuelle ("Be Careful"), la perte dans une chanson symbolique ("Goodbye Philadelphia"), la solitude et l'amour à New York (“Cinderella Beautiful”), chaque chanson raconte une histoire unique.
Peter s'est entouré des producteurs David Foster, Humberto Gatica (en) et du producteur/ingénieur du son Jochem van der Saag. Peter Cincotti a également travaillé avec John Bettis, célèbre parolier.
D'une certaine façon, Peter Cincotti conjugue l'ancien et le nouveau depuis ses débuts, lorsqu’à l'âge de 19 ans, il est devenu le plus jeune musicien à prendre la tête du classement jazz du Billboard avec un premier opus composé d'interprétations de standards de jazz et de compositions personnelles.  Peter Cincotti voit bientôt sa carrière propulsée grâce notamment à une presse dithyrambique.

### Metropolis
Combinant la pop, le jazz, le rock et la dance, Cincotti sort en 2012 son quatrième album solo "Metropolis", produit par John Fields.
En 2013, il participe aux côtés de Simona Molinari au Festival de Sanremo avec la chanson La Felicità.

## Discographie
| Année | Albums             | Charts               | Charts                | Charts              | Charts               | Charts                 | Charts |
| Année | Albums             | Drapeau de la France | Drapeau de l'Autriche | Drapeau de l'Italie | Drapeau de la Suisse | Drapeau des États-Unis |        |
| ----- | ------------------ | -------------------- | --------------------- | ------------------- | -------------------- | ---------------------- | ------ |
| 2003  | Peter Cincotti     | 6                    | -                     | -                   | -                    | 118                    |        |
| 2004  | On the Moon        | 21                   | -                     | 30                  | -                    | -                      |        |
| 2007  | East of Angel Town | 16                   | 59                    | -                   | 22                   | -                      |        |
| 2012  | Metropolis         | -                    | -                     | -                   | -                    | -                      |        |
| 2017  | Long Way From Home |                      |                       |                     |                      |                        |        |

| Année | Singles              | Charts               | Charts                | Charts              | Charts               | Charts                 | Charts                 |
| Année | Singles              | Drapeau de la France | Drapeau de l'Autriche | Drapeau de l'Italie | Drapeau de la Suisse | Drapeau de l'Allemagne | Drapeau de la Belgique |
| ----- | -------------------- | -------------------- | --------------------- | ------------------- | -------------------- | ---------------------- | ---------------------- |
| 2007  | Goodbye Philadelphia | 21                   | 10                    | 46                  | 10                   | 21                     | 67                     |
| 2008  | Angel Town           | -                    | -                     | -                   | -                    | -                      | -                      |
| 2008  | December Boys        | -                    | -                     | -                   | -                    | -                      | -                      |
| 2008  | Cinderella Beautiful | -                    | -                     | -                   | -                    | -                      | -                      |

### DVD
- 2004 -  Live in New York